# Chiesa di San Floriano (Novella, Italia)
La chiesa di San Floriano è una chiesa sussidiaria ad Arsio, frazione di Novella, in Trentino. Sino al 1966 è stata la parrocchiale della comunità, poi sostituita dalla chiesa di Maria Ausiliatrice. Fa parte della zona pastorale delle Valli del Noce e risale al XIII secolo.

## Storia

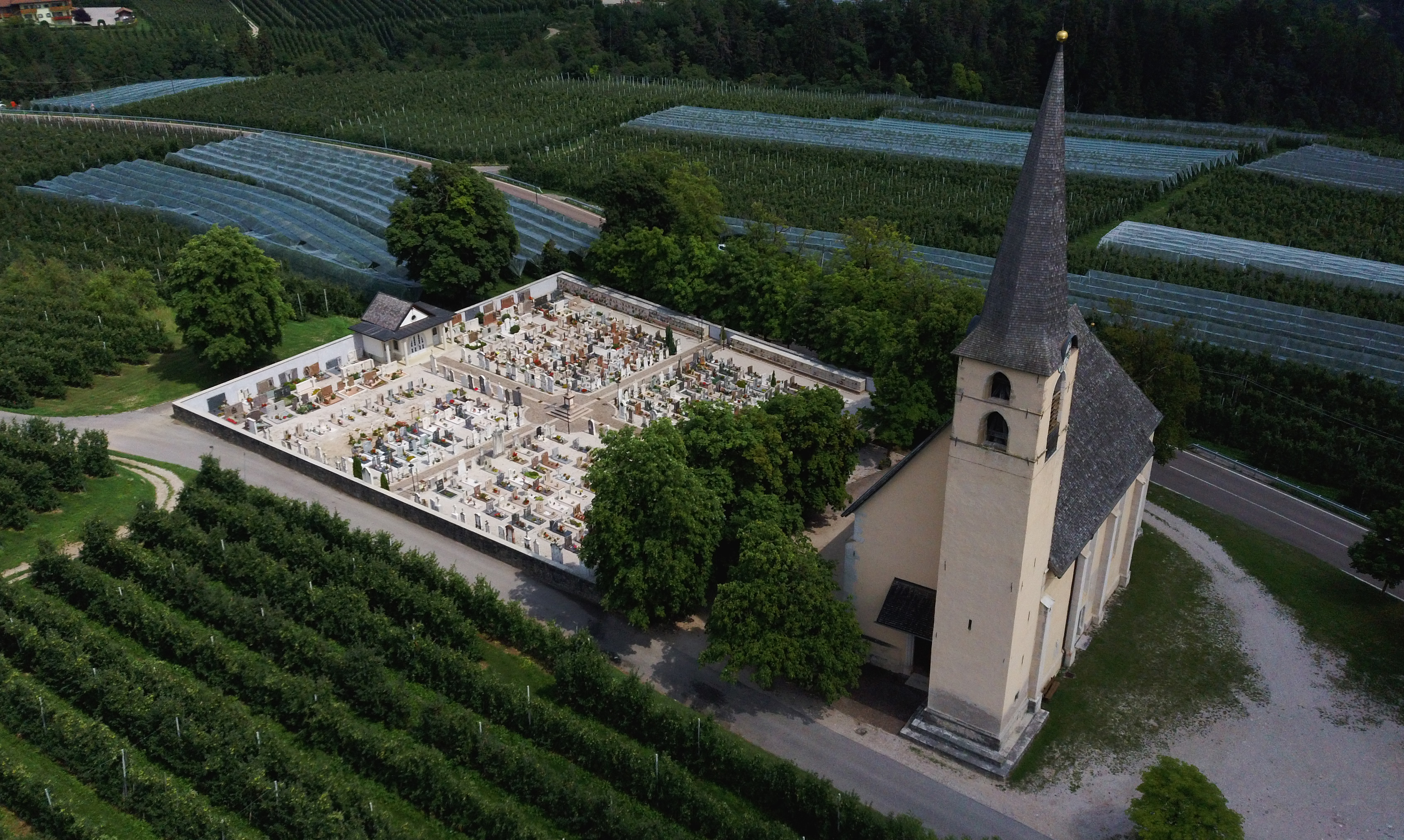
La chiesa e il vicino cimitero

L'antica pieve della comunità di Arsio venne citata già a partire dal 1241 ma sembra verosimile sia stata edificata in epoca precedente. 
La primitiva chiesa non godette di autonomia durante i primi tempi e rimase a lungo legata alle vicende della famiglia dei conti D'Arsio. Probabilmente venne costruita come cappella privata della nobile famiglia e non ebbe dotazioni o rendite e si ipotizza che il fonte battesimale concesso dalla diocesi rientrasse in tali limitazioni di giurisdizione ecclesiastica.
A partire dal 1512 l'antico edificio venne completamente ricostruito e la nuova chiesa venne innalzata sullo stesso sito della precedente, dopo la sua quasi completa demolizione. Il nome di Pietro Carlon di San Fedele della val d'Intelvi si trova riportato come autore della ricostruzione nel coro della chiesa ed accanto si trova anche la data 1512, riferita sia all'apertura del cantiere per la chiesa sia all'erezione della torre campanaria.
In seguito sulla torre campanaria venne installato un orologio e nella seconda metà del XIX secolo fu rinnovata la pavimentazione della sala e venne costruita la balaustra per separare il presbiterio. Furono anche fuse nuove campane dai Chiappani di Trento. Negli ultimi anni del secolo e nei primi di quello successivo l'edificio fu oggetto di importanti interventi come la sostituzione dell'orologio sulla torre, il rifacimento delle coperture con scandole in legno di larice, l'apertura di porte laterali e il livellamento del sagrato.
Gli ultimi restauri conservativi sono stati effettuati tra il 1995 e il 1997 ed hanno comportato il rifacimento delle coperture di tutto l'edificio, la pulizia delle parti in pietra all'interno ed all'esterno unita alla ritinteggiatura generale. Sono stati inoltre aggiornati vari impianti.

## Descrizione

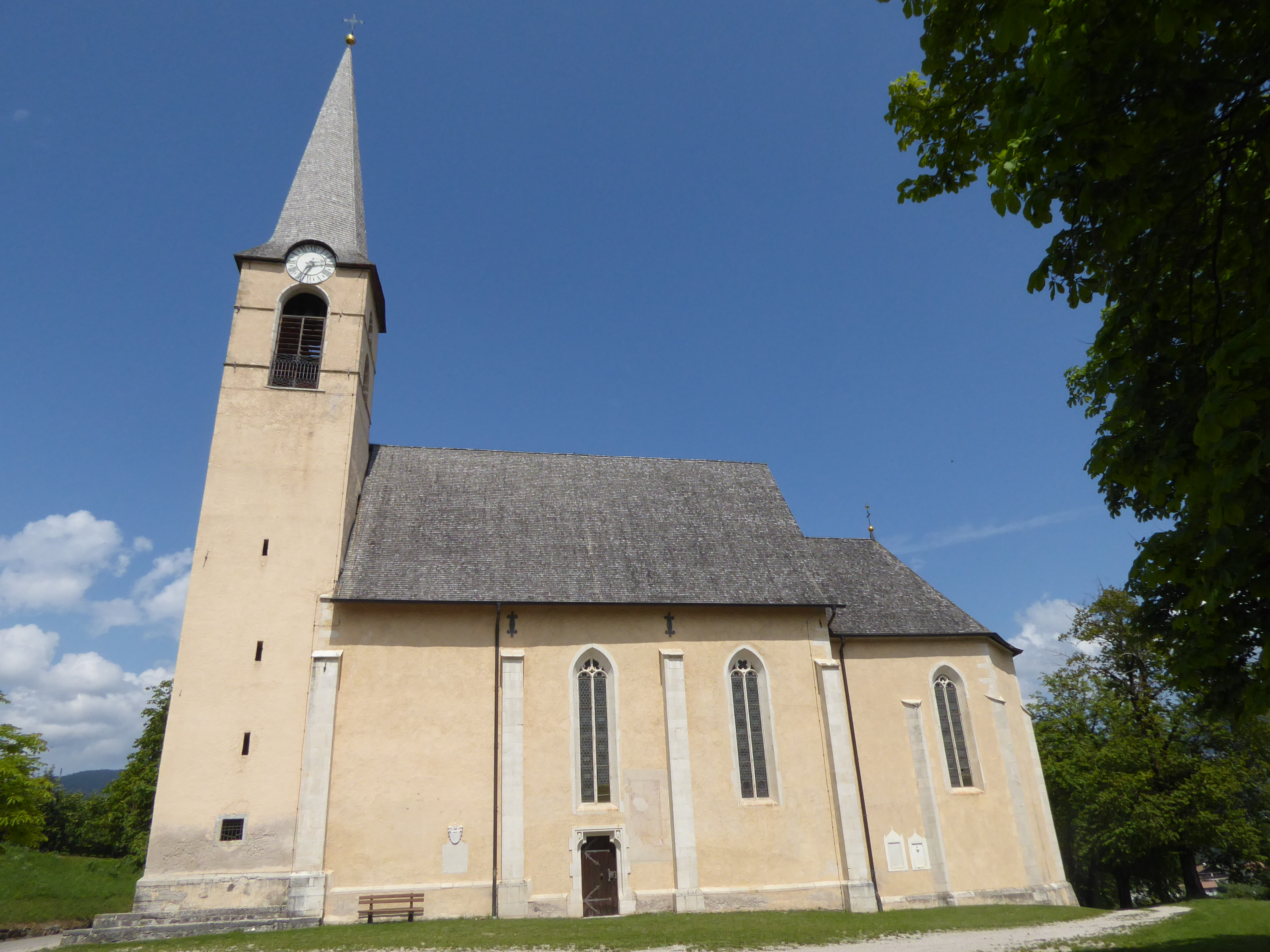
Vista laterale

La chiesa si trova su un'ampia distesa circondata da ippocastani e vicina al camposanto delle comunità di Arsio e Brez. Venne riedificata in stile gotico e la sua facciata è dominata dall'importante struttura della torre campanaria che in parte ne nasconde uno spiovente. Il portale è in pietra bianca con arco a sesto acuto.
La navata all'interno è unica. La controfacciata ospita la cantoria lignea policroma ottocentesca. Anche l'altar maggiore, del XVIII secolo, è in legno policromo e la sua pala, che rappresenta la Madonna, Trinità e i Santi Agostino e Floriano è opera di Leopoldo Schopfer. Notevole è l'ancona con statua in legno policromo raffigurante la Madonna di Fatima attribuita a Giuseppe Pendl di Merano.